# Ribarrouy
Ribarrouy é uma comuna francesa na região administrativa da Nova Aquitânia, no departamento dos Pirenéus Atlânticos. Estende-se por uma área de 2,29 km². Em 2010 a comuna tinha 84 habitantes (densidade: 36,7 hab./km²).